# 上野優佳
上野 優佳（うえの ゆうか、2001年11月28日 - ）は、日本のフェンシング（フルーレ）選手。

## 経歴・人物
大分県日田市生まれで、別府市で育つ。
両親は国体出場経験を持つ元フェンシング選手で、兄もフェンシング選手というフェンシング一家であったことから優佳も自然とフェンシングに興味を持つようになり、別府市立青山小学校2年に入って本格的に父の指導の下でフェンシングを始める。
小学校時代は6年生の時にデブレツェン（ハンガリー）で開催された「プロフ・ミハーイ・ハンガリーカップ・デブレツェン国際大会」12歳の部で優勝を果たした。
別府市立山の手中学校へ進学後は第2回全国中学生フェンシング選手権大会にて女子フルーレとサーブルでそれぞれ優勝し、二冠女王に輝いた。また中学校卒業間際の2017年3月にコラート（タイ）で開催されたアジアジュニア・カデフェンシング選手権大会ではカデに出場し、個人戦及び団体戦でそれぞれ優勝の壮挙を成し遂げた。
高校進学に当たっては、日本フェンシング協会の関係者から関東地方の学校へ来るよう誘われたが、十分な練習環境が整っていなかったことから兄が在学していた大分県立別府翔青高等学校へ進学。高校1年の時には全国高等学校総合体育大会（宮城県・気仙沼市）で東晟良（和歌山県立和歌山北高等学校）と決勝で対戦して勝利し、高校女王となった。
2018年、高校2年次に進級する際に、星槎国際高等学校（川口学習センター・スポーツアスリートコース）に転校。その年には世界ジュニアカデ選手権大会女子フルーレ決勝で、マルティナ・ファバレット（イタリア）を下して優勝。そして秋のブエノスアイレスユースオリンピック（アルゼンチン）では女子フルーレで世界ジュニアの決勝と同じ対戦となったファバレット（イタリア）を破り、金メダルを獲得した。
2020年、星槎国際高等学校を卒業し、中央大学法学部法律学科に進学。大学1年の年度末には世界ランキングにより2020年東京オリンピック女子フルーレ日本代表に内定した。
2021年、東京オリンピック女子フルーレ個人・団体戦に出場、個人戦では日本女子の過去最高となるクォーターファイナルまで進出し、そこで金メダルを獲得したリー・キーファー（アメリカ合衆国）に敗北を喫したが、日本女子選手最高となる6位入賞を果たした。また団体戦では東莉央・東晟良姉妹、辻すみれとのチームを組んで出場したが初戦で敗れてしまい、こちらも6位入賞という結果となった。
2022年アジア競技大会女子フルーレ個人で銀メダル獲得。
2024年4月8日、兄・上野優斗選手（中央大学法学部卒）と共にエア・ウォーター株式会社アスリート社員として採用される。
2024年5月19日、パリオリンピック代表に選出されたことが発表された。
2024年パリオリンピックのフェンシング競技の女子フルーレ個人では、初戦でルーマニアのマリーナ・カルガレアヌと対戦し13-15で敗れた。その後、現地時間8月1日に開催された女子フルーレ団体に東晟良、宮脇花綸、菊池小巻と出場。3位決定戦でカナダと対戦し、上野は9試合目のトリでリードを守りきり33-32の1点差で勝利して銅メダルを獲得。日本フェンシング女子で、個人・団体を通じて初めてのオリンピックメダル獲得となった。
2024年9月21日、大分県民栄誉賞受賞。